# Schöner aus Bath
Der Schöner aus Bath (auch: „Schöner von Bath“) – Originalname englisch Beauty of Bath – ist eine alte Sorte des Kulturapfels, die als Tafelapfel verwendet wird.
Der Schöne aus Bath ist ein Sommerapfel, der ab Mitte bis Ende Juli reift, sofort genussreif und ca. einen Monat lagerfähig ist.
Die Früchte sind von mittlerer Größe, abgeflacht kugelig, haben eine glatte Schale mit zunächst grüngelber, später orangegelber Grundfarbe und roter Deckfarbe – die fleckig oder streifig ausfallen kann und haben einen säuerlichen Geschmack mit leicht würzigem Aroma.
Die Sorte wurde als Zufallssämling zu Beginn der zweiten Hälfte des 19. Jahrhunderts bei Bath in England / Großbritannien gefunden.
Der "Schöner aus Bath" war bis zur Mitte des 20. Jahrhunderts – aufgrund ihrer frühen Reife und der Transport- und (begrenzten) Lagerfähigkeit – eine gängige Marktsorte. Heute wird sie noch in privaten Gärten angebaut.

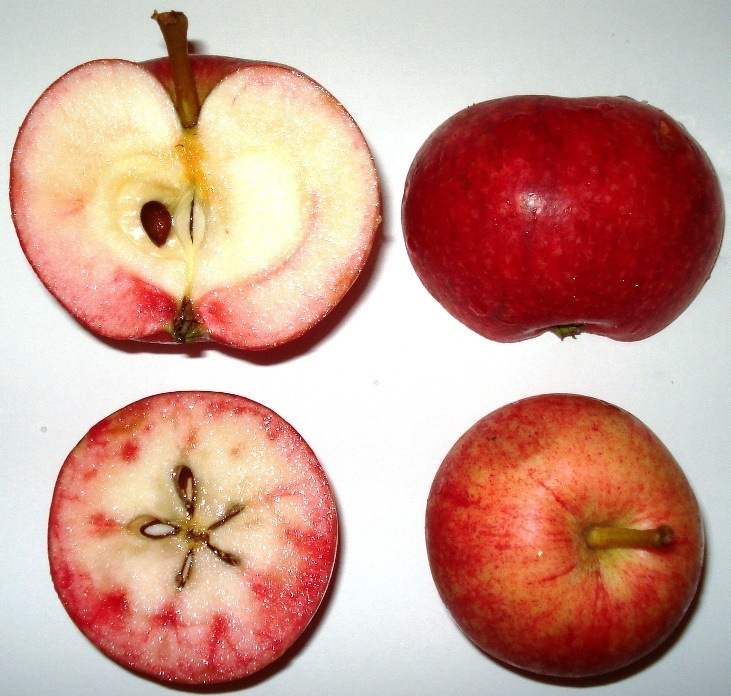
Schnitte durch Äpfel der Sorte "Schöner aus Bath" – deutlich zu erkennen ist das z. T. rötlich gefärbte Fruchtfleisch